# Złudzenie ponadprzeciętności
Złudzenie ponadprzeciętności – błąd poznawczy objawiający się skłonnością jednostki do przeceniania swoich umiejętności i cech w stosunku do innych ludzi. Zjawisko to jest obserwowane na wielu różnych płaszczyznach, wliczając w to inteligencję, umiejętność wykonywania zadań i rozwiązywania testów oraz posiadania pożądanych przymiotów i cech charakteru. Jest to jedna z wielu pozytywnych iluzji dotyczących samego siebie. Badaniem tego zagadnienia zajmuje się psychologia społeczna.
Złudzenie ponadprzeciętności jest często zaliczane do efektu ponadprzeciętności (ang. above average effect). Inne nazwy to: błąd wyższości (ang. superiority bias), błąd łagodności (ang. leniency error), poczucie relatywnej wyższości (ang. sense of relative superiority), efekt primus inter pares oraz Lake Wobegon effect (pol. efekt jeziora Wobegon, nazwany za fikcyjnym miasteczkiem stworzonym przez pisarza Garrisona Keillora, gdzie „wszystkie dzieci były ponadprzeciętne”). Nazwa „złudzenie ponadprzeciętności” została po raz pierwszy użyta przez Vana Yperena i Buunka w 1991 roku.
W badaniach kierowców Svenson (1981) odkrył, że 80% z nich zaliczyło siebie pod względem umiejętności do najlepszych 30%. Podobnie w badaniach popularności studentów Zuckerman i Jost (2001) pokazali, że większość studentów oceniła samych siebie jako „ponadprzeciętnie lubianych”. Przy ankietowaniu absolwentów szkół średnich w USA pokazano, że przy umiejętnościach takich jak „nawiązywanie przyjaźni” mniej niż 1% oceniło siebie poniżej średniej. 60% zaliczyło siebie do górnych 10%. Podobny efekt zauważono w wielu innych badaniach, przy ocenie takich cech jak: uczciwość, szczęście czy umiejętności inwestowania.
Skłonność ta występuje szczególnie silnie, gdy człowiek ma ocenić siebie w ważnych dla siebie wymiarach. Jest to związane z tendencją do podtrzymywania i podnoszenia samooceny (więcej zobacz: autowaloryzacja).

## Złudzenie ponadprzeciętności w różnych sytuacjach
Złudzenie ponadprzeciętności obserwuje się u jednostek porównujących się z innymi ludźmi w wielu różnych aspektach życia społecznego, wliczając w to wykonywanie zadań i osiąganie celów w środowisku akademickim (np. ocena osiągnięć na tle grupy, podczas egzaminów oraz inteligencji w ogóle), w środowisku pracowniczym (np. ocena osiągnięć zawodowych), w sytuacjach społecznych (np. ocena własnej popularności lub posiadanych pozytywnych, pożądanych cech, jak np. szczerość czy pewność siebie), a także podczas oceniania umiejętności wykonania codziennych czynności wymagających posiadania pewnych kompetencji.
Aby zademonstrować zjawisko złudzenia ponadprzeciętności poprzez porównanie społeczne należy rozwiązać dwa problemy logiczne. Pierwszym jest niejednoznaczność słowa „przeciętny”. Jest logicznie możliwe, aby niemal cała grupa plasowała się powyżej przeciętnej, jeżeli dystrybucja danej cechy w grupie jest bardzo niesymetryczna.
Kolejnym problemem jest fakt, że jednostki objęte badaniem mogą zinterpretować zadane pytanie na różne sposoby. W rezultacie jest logicznie możliwe, że większość z nich jest np. bardziej hojna niż pozostali członkowie grupy, ale według „własnej definicji” hojności. Ta interpretacja została potwierdzona w eksperymentach, które różnicowały zakres swobody interpretacji zadawanych pytań. U jednostek, którym zadawano pytania o specyficzną i ściśle zdefiniowaną cechę, złudzenie ponadprzeciętności nadal występuje.

### Średnia i mediana
Matematycznie jest możliwe, że większość wyników w danej grupie, a nawet wszystkie poza jednym, rzeczywiście znajdują się powyżej średniej. Pod warunkiem jednak, że jeden z tych wyników jest bardzo odległy od pozostałych.
Przykład: Mierzymy pięciu badanym wzrost i okazuje się, że czterech z nich ma 180 cm, a jeden 160 cm. Średnia arytmetyczna tej grupy to 176 cm. W związku z tym większość osób w tej grupie (80%) rzeczywiście ma wzrost wyższy niż średni. Nie ma natomiast możliwości, aby większość znalazła się powyżej mediany.
W badaniach psychologicznych ta różnica między średnią arytmetyczną a medianą jest jednak nieistotna, bowiem standardowa instrukcja, którą otrzymuje badany, brzmi: porównaj siebie z inną typową osobą pod danym względem (np. inteligencji). Ponadto większość wartości naturalnych zmiennych (takich jak inteligencja, agresywność, ekstrawersja, dojrzałość itp.) tworzy rozkład normalny, dla którego średnia i mediana posiadają taką samą wartość.

### Zdolność poznawcza

#### Iloraz inteligencji
Jednym z głównych efektów złudzenia ponadprzeciętności w stosunku do ilorazu inteligencji jest efekt Dunninga-Krugera (ang. Dunning-Kruger effect). Opisuje on tendencję ludzi o poniżej przeciętnej wartości ilorazu inteligencji do przeceniania wartości swojego IQ, a także ludzi o ponadprzeciętnym IQ do niedoszacowania jego wartości. Tendencja ta została opisana przez przez Justina Krugera i Davida Dunninga z Uniwersytetu Cornella, którzy przeprowadzili pierwsze międzykulturowe badania postrzegania inteligencji. Ich badania wykazały także, że umiejętność trafnego oszacowania wartości ilorazu inteligencji innych ludzi jest proporcjonalna do IQ oceniającego (np. im niższe IQ jednostki, tym niższa jest jej zdolność do trafnej oceny IQ innych ludzi). Ludzie o wyższym IQ są generalnie lepsi w trafnym szacowaniu inteligencji innych ludzi, ale zapytani o IQ ludzi o podobnym ilorazie inteligencji do ich własnego, wykazują tendencję do oceniania własnego IQ jako niższego.
Różnice w rzeczywistej wartości ilorazu inteligencji a postrzeganej przez jednostkę zostały także zauważone pomiędzy płciami. Badania brytyjskiego psychologa Adriana Furnhama wykazały, że mężczyźni przejawiają tendencję do zawyżania wartości swojego IQ o około 5 punktów, a kobiety do zaniżania go o podobną wartość.

#### Pamięć
Złudzenie ponadprzeciętności zostało zaobserwowane podczas badań psychologicznych porównujących samoocenę pamięci. Badanie obejmujące uczestników w wieku 49–89 lat polegające na samoocenie pamięci uczestnika w porównaniu do innych ludzi w podobnym wieku, 25-latków oraz własnej pamięci badanego w wieku 25 lat wykazało, że uczestnicy przejawiali poczucie iluzorycznej ponadprzeciętności w porównaniu zarówno do ludzi w swojej grupie wiekowej, jak i 25-latków. Wykazano także, że wyniki te były jedynie w niewielkim stopniu związane z wiekiem badanego.

#### Zadania kognitywne
Uczestnicy badania Krugera i Dunninga otrzymali polecenie wykonania określonych zadań (jak rozwiązywanie problemów logicznych, analiza pytań gramatycznych, czy decydowanie o tym czy dowcip był zabawny), a następnie zostali proszeni o ocenę tego jak dobrze wypadli podczas wykonywania zadań na tle grupy, pozwalając tym samym na bezpośrednie porównanie ich rzeczywistych i postrzeganych wyników.
Uczestnicy zostali podzieleni na cztery grupy, w zależności od osiągniętych rzeczywistych wyników. Okazało się, że wszystkie cztery grupy oceniły swoje odpowiedzi jako ponadprzeciętnie dobre, co oznacza, że grupa która osiągnęła najniższe wyniki (dolne 25%) popełniła duży błąd w swojej ocenie. Naukowcy uważają, że jednostki, które poradziły sobie najgorzej z wykonywaniem zadań, wypadły najgorzej także w rozpoznawaniu umiejętności niezbędnych do wykonania zadania. Po krótkim przeszkoleniu jednostki, które poprzednio najgorzej radziły sobie z powierzonymi zadaniami, poprawiły zarówno swoją zdolność do oceny swoich wyników, jak i zdolność ich wykonywania.
Artykuł pod tytułem Unskilled and Unaware of It: How Difficulties in Recognizing One’s Own Incompetence Lead to Inflated Self-Assessments (pol. Niewykwalifikowany i nieświadomy tego: jak trudności w rozpoznawaniu swojej własnej niekompetencji prowadzą do nadmuchanej samooceny) został nagrodzony Antynoblem w 2000 roku.
W roku 2003 Dunning i Joyce Ehrlinger, także z Uniwersytetu Cornella, opublikowali badanie które dokumentowało zmianę w opiniach ludzi na swój własny temat pod wpływem informacji z zewnątrz. Studenci uniwersytetu otrzymali testy wiedzy z zakresu geografii, z których część miała na celu pozytywnie wpłynąć na ich samoocenę, a pozostałe miały wywrzeć efekt negatywny. Uczestnicy zostali następnie poproszeni o ocenę tego jak wypadli na teście i ich oceny wykazywały odchylenie pozytywne lub negatywne, zgodne ze wcześniejszą sugestią.
Wielu naukowców próbowało rozszerzyć te badania na ocenę innych ludzi, ale wyniki wskazują na duże zafałszowanie zakłóceniami i stronniczością.

#### Sukcesy zawodowe i akademickie
W ankiecie przeprowadzonej wśród kadry Uniwersytetu Nebraski dotyczącej umiejętności pedagogicznych, 68% badanych oceniło siebie samych jako znajdujących się wśród najlepszych 25% nauczycieli, a ponad 90% oceniło się jako ponadprzeciętnych.
W podobnej ankiecie, 87% studentów MBA na Uniwersytecie Stanforda oceniło swoje sukcesy akademickie jako ponadprzeciętne.
Złudzenie ponadprzeciętności ma także tłumaczyć takie zjawiska jak duże operacje giełdowe (ponieważ każdy makler uważa siebie samego za najlepszego i tego któremu się powiedzie) oraz dużą liczbę pozwów sądowych trafiających na wokandę (ponieważ z powodu złudzenia ponadprzeciętności wielu prawników przejawia odrealnione przekonanie, że wygra sprawę).

### Ocena samego siebie, przyjaciół i kolegów
Jedno z pierwszych badań, które wykazało istnienie zjawiska złudzenia ponadprzeciętności, zostało przeprowadzone przez College Board w 1976 roku. Polegało ono na wypełnieniu ankiet załączonych do arkuszy egzaminu SAT, w których uczniowie byli proszeni o ocenienie kilku swoich pozytywnych cech w stosunku do mediany grupy. W ocenie umiejętności przywódczych 70% uczniów uznało, że plasują się powyżej mediany grupy. W ocenie umiejętności utrzymywania dobrych relacji z innymi ludźmi 85% uczniów oceniło się powyżej mediany grupy, a 25% uznało, że plasują się w górnym 1%.
W badaniu z 2002 roku dotyczącym złudzenia ponadprzeciętności, gdzie uczestnicy zostali poproszeni o porównanie samych siebie do przyjaciół oraz innych ludzi pod względem cech pozytywnych (takich jak punktualność, czy wrażliwość) oraz cech negatywnych (takich jak naiwność, czy brak konsekwencji). Uczestnicy oceniali samych siebie korzystniej niż swoich przyjaciół, którzy z kolei byli korzystniej oceniani niż pozostali ludzie.
Kilka innych badań potwierdziło, że przyjaciele są oceniani lepiej niż pozostali ludzie. Uważa się, że może to być przypisane „stronniczemu postrzeganiu grupy” i może być motywowane potrzebą pozytywnej tożsamości społecznej jednostki.

#### Popularność
Przeprowadzono badanie, w którym uczestnicy otrzymali szczegółowe kwestionariusze dotyczące ich przyjaźni, proszące o ocenę ich własnej popularności. Analizy portali społecznościowych wykazała, że uczestnicy badania generalnie przeceniali własną popularność, zwłaszcza w porównaniu do swoich przyjaciół.

#### Szczęście w miłości
Satysfakcja ze związku jest kolejnym rejonem życia, w którym udało się dowieść występowanie złudzenia ponadprzeciętności. Badania wskazują, że ludzie postrzegają swoje własne związki jako bardziej udane niż innych ludzi. Zauważono także, że im lepiej ludzie oceniają własny związek, tym bardziej uważają, że jest on lepszy od innych. Efekt ten jest bardziej wyraźny wśród mężczyzn, których satysfakcja ze związku była silnie związana z przekonaniem o jego wyższości nad innymi oraz przekonaniem, że niektórzy jego znajomi są nieszczęśliwi w swoich związkach. Satysfakcja kobiet jest bardziej związana z założeniem, że większość ludzi jest szczęśliwa ze swoimi partnerami.

### Zdrowie
Złudzenie ponadprzeciętności zaobserwowano także wśród pacjentów, którzy zostali zapytani o ocenę częstości ulegania niezdrowym i zdrowym nawykom przez nich samych oraz innych ludzi. Większość pacjentów uznała, że ulegają niezdrowym nawykom rzadziej niż średnia społeczeństwa, a praktykują zdrowe nawyki częściej. Przekonanie to utrzymywało się nawet wtedy, gdy byli zapytani o swoje zachowanie w przyszłości.

### Umiejętność kierowania samochodem
Ankiety przeprowadzone wśród studentów w USA i Szwecji również dały wyniki wskazujące na istnienie złudzenia ponadprzeciętności. 93% studentów amerykańskich oraz 69% studentów szwedzkich oceniło swoje umiejętności jako plasujące ich wśród 50% lepszych kierowców. Pod względem bezpieczeństwa jazdy 88% amerykańskich studentów i 77% szwedzkich uznało, że plasują się w lepszej połowie społeczności kierowców.
Inne badanie, w którym pytano kierowców o ocenę swojej pozycji w rankingu pod względem ośmiu różnych wymiarów umiejętności (na przykład w skali: „niebezpieczna jazda-bezpieczna jazda” lub „mający wzgląd na innych-nie mający względu na pozostałych członków ruchu drogowego”). W efekcie jedynie niewielka część badanych oceniła swoje umiejętności poniżej mediany grupy i prawie 80% badanych oceniło swoje umiejętności powyżej przeciętnej.
Inne badanie wykazało, że 36% kierowców ocenia swoje umiejętności kierowania pojazdem podczas wysyłania SMS-ów lub e-maili jako ponadprzeciętnie dobre, 44% uważa, że ich umiejętności na tym polu są przeciętne, a jedynie 18% ocenia je jako poniżej przeciętnej.

### Odporność na popełnianie błędów
Badani opisują samych siebie w bardziej pozytywny sposób w porównaniu do innych ludzi także pod względem podatności na popełnianie błędów w ocenie rzeczywistości. Efekt ten jest nazywany efektem ślepej plamki. Jedno z najciekawszych badań nad tym efektem objęło 600 rezydentów USA, spośród których ponad 85% uznało, że są mniej podatni na popełnianie błędów poznawczych niż przeciętny Amerykanin, a tylko jeden uczestnik badania uważał siebie za bardziej podatnego na błędy w ocenie rzeczywistości niż przeciętny rodak.

## Różnice kulturowe
Zdecydowana większość literatury naukowej dotyczącej złudzenia ponadprzeciętności pochodzi z USA. Badania, których obiektem jest jedynie specyficzna populacja, podlegają poważnym ograniczeniom i mogą nie odzwierciedlać wiernie zjawisk psychologicznych dotyczących całej populacji ludzkiej. Ostatnie badania dotyczące poczucia własnej wartości w innych krajach sugerują, że zjawisko złudzenia ponadprzeciętności podlega różnicom kulturowym. Dla przykładu mieszkańcy Azji Wschodniej wykazują tendencję do pomniejszania swoich umiejętności, w celu poprawy i utrzymania dobrych relacji społecznych.

## Poczucie własnej wartości
Związek złudzenia ponadprzeciętności i poczucia własnej wartości nie jest w pełni udowodniony. Twierdzenie, że ludzie o wysokim poziomie poczucia własnej wartości utrzymują go, ponieważ oceniają samych siebie jako ponadprzeciętnych, ma swoje podstawy w badaniach naukowych. Inne badania wykazały, że brak pozytywnych złudzeń koreluje z wysokim poczuciem własnej wartości oraz że jednostki dążące do samorozwoju i nauki są na nie mniej podatne.

## Relacja do zdrowia psychicznego
Psychologia tradycyjnie zakładała, że generalnie trafne postrzeganie samego siebie jest niezbędne dla zachowania zdrowia psychicznego. Ten pogląd został podważony przez Taylora i Browna w 1988 roku, którzy zauważyli że zdrowe psychicznie jednostki zwykle przejawiają trzy błędy poznawcze: złudzenie ponadprzeciętności, złudzenie kontroli i nierealistyczny optymizm. Opinia ta szybko stała się bardzo popularna, a niektórzy naukowcy zauważyli, że celowe indukowanie tych błędów poznawczych działałoby terapeutycznie na chorych. Późniejsze badania naukowe podważyły to twierdzenie i dostarczyły dowodów wskazujących na negatywny wpływ złudzenia ponadprzeciętności na zdrowie psychiczne jednostki.
Część naukowców uznała, że Taylor i Brown posłużyli się klasyfikacją ludzi na zdrowych i chorych psychicznie na podstawie subiektywnych opinii, a nie obiektywnych kryteriów. Jedno z badań wysunęło tezę, że grupy „zdrowe psychicznie” zawierały domieszkę jednostek nadużywających defensywnej negacji, które są najbardziej podatne na występowanie pozytywnych iluzji. Wieloletnie badania wykazały, że pozytywne złudzenia mają związek z niskimi kompetencjami społecznymi i psychologicznym nieprzystosowaniem. Osoby bardziej podatne na pozytywne złudzenia, takie jak złudzenie ponadprzeciętności, wykazują więcej problematycznych zachowań w relacjach społecznych, takich jak wrogość czy drażliwość. Pozytywne błędy poznawcze przynoszą jednostce psychologiczne korzyści (jak np. dobre samopoczucie), ale także pociągają za sobą problemy inter- i intra-personalne (np. aspołeczne zachowanie).

## Neuroobrazowanie
Stopień w jakim ludzie postrzegają siebie jako lepszych niż przeciętna jednostka jest powiązany ze zmniejszoną aktywnością kory oczodołowo-czołowej oraz grzbietu przedniego zakrętu kory obręczy. Sugeruje to łączenie tych obszarów mózgu z przetwarzaniem „kontroli kognitywnej”.

## Wytłumaczenie zjawiska

### Zakłócenia przetwarzania procesów psychicznych
Złudzenie ponadprzeciętności, podobnie jak inne błędy poznawcze, może być wyjaśnione przez prosty informacyjno-teoretyczny mechanizm generujący, który zakłada, że konwersja obiektywnych danych (obserwacji) w subiektywne oceny (opinie) jest zakłócona przez szum umysłowy (ang. mental noise). Odpowiadające za ten fakt zjawisko jest podobne do zafałszowania wspomnień, które powoduje błąd konserwatyzmu oraz zbytnią pewność siebie – po fakcie „poprawiamy” we wspomnieniach swoje zachowanie w większym stopniu niż innych ludzi. To powoduje, że nasze opinie o innych są nawet bardziej konserwatywne (w większym stopniu oparte na przeszłych oczekiwaniach) niż opinie na temat naszego własnego zachowania (w większym stopniu oparte na danych uzyskanych w wyniku doświadczenia). Różnica pomiędzy szacowaniem tych ocen (konserwatywną oceną własnego zachowania i nawet bardziej konserwatywną oceną zachowania innych) jest wystarczająca do powstania złudzenia ponadprzeciętności. Szum umysłowy jest wyjaśnieniem zjawiska, które cechuje się większą prostotą i przystępnością niż pozostałe, opierające swoje założenia na heurystyce, zachowaniu lub społecznych interakcjach.

### Selektywna rekrutacja
Selektywna rekrutacja to pogląd mówiący, że podczas porównań z innymi jednostkami, porównujący wykazuje tendencję do brania pod uwagę własnych zalet oraz słabości innych, w wyniku czego wypada korzystniej na tle reszty. Teoria ta po raz pierwszy została przetestowana przez Weinsteina (1980) w eksperymencie dotyczącym błędu nadmiernego optymizmu. W badaniu poproszono uczestników o ocenę możliwości zwiększenia lub zmniejszenia szansy na wywołanie określonych zdarzeń w ich życiu poprzez określone zachowania. Zaobserwowano, że uczestnicy wykazywali mniejszy błąd nadmiernego optymizmu, kiedy pokazano im odpowiedzi innych badanych.
Perloff i Fetzer (1986) zasugerowali, że podczas porównywania z innymi jednostkami pod względem określonej cechy, porównujący wybiera sobie obiekt porównania – jednostkę, do której się porównuje, a która jest słabsza pod danym względem. W celu sprawdzenia tej teorii poproszono uczestników badania o porównanie się ze specyficznymi obiektami, takimi jak bliski przyjaciel. Zaobserwowano, że złudzenie ponadprzeciętności się zmniejszało, kiedy uczestnicy porównywali się do konkretnej osoby, a nie nieokreślonego obiektu, jak np. „przeciętna osoba”. Badania te nie są jednak całkowicie wiarygodne, ponieważ uczestnicy badania lubią swoich przyjaciół bardziej niż „przeciętne osoby” i mogły w efekcie oceniać ich lepiej niż przeciętnego człowieka.

### Egocentryzm
Egocentryzm tłumaczy efekt złudzenia ponadprzeciętności poprzez tendencję jednostki do przykładania większej wagi do swoich własnych umiejętności, cech i zachowań niż do tych cechujących innych ludzi. Według tej teorii jednostki przeceniają swoje właściwości w porównaniu do innych, ponieważ wierzą w swoją wyższość. Oznacza to, że porównując swoje zachowanie z zachowaniem innych, jednostka uzna, że jej osiągnięcia są lepsze, nawet jeśli w rzeczywistości są one takie same. Kruger znalazł poparcie dla tej teorii w swoich badaniach dotyczących samooceny uczestników nt. umiejętności wykonania łatwych i trudnych zadań. Wykazał, że uczestnicy byli konsekwentni w ocenianiu samych siebie powyżej wartości przeciętnej w przypadku zadań zaklasyfikowanych jako „łatwe” i poniżej wartości przeciętnej w zadaniach zaklasyfikowanych jako „trudne” – niezależnie od swoich rzeczywistych umiejętności. W tym doświadczeniu efekt ponadprzeciętności został zaobserwowany w sytuacjach, gdy uczestnikom zasugerowano, że odniosą sukces, a efekt poniżej-przeciętności w sytuacjach, gdy zasugerowano, że im się nie uda.

### Efekt skupienia
Kolejną próbą wytłumaczenia zjawiska złudzenia ponadprzeciętności jest efekt skupienia – błąd poznawczy polegający na przywiązywaniu zbyt dużej wagi do szczegółu, który przyciąga uwagę. Większość badań dotyczących złudzenia ponadprzeciętności kładzie większy nacisk na jednostkę, poprzez zadawanie pytań o porównanie (pytania często są sformułowane w taki sposób, że wymieniają jednostkę przed obiektem porównania, np. „porównaj swoją cechę/umiejętność do przeciętnej osoby”). W wyniku efektu skupienia uczestnik badania kładzie większy nacisk na własne cechy i umiejętności niż te reprezentowane przez obiekt porównania. Oznacza to także, że gdyby pytania zadawane uczestnikom badań były inaczej sformułowane (np. „porównaj przeciętną osobę do siebie”), to zjawisko ponadprzeciętności zostałoby zredukowane.
Badania nad efektem skupienia były skoncentrowane głównie na błędzie nadmiernego optymizmu, którego zmniejszenie zaobserwowano w wyniku takiej zmiany szyku zadawanych pytań. Udało się także zaobserwować zmniejszenie efektu ponadprzeciętności w badaniu, w którym uczestnicy byli proszeni o ocenę szans na sukces innych, a nie swoich własnych.

### Porównanie „ja kontra zbiorowość”
Idea mówiąca, że jednostka porównująca się do grupy ma tendencję do oceniania siebie samej jako lepszej niż wynosi wartość przeciętna dla grupy – np. jeśli jednostka jest poproszona o ocenę swoich umiejętności kierowania samochodem w porównaniu do reszty grupy, ma tendencję do oceniania siebie jako ponadprzeciętnie dobrego kierowcę. Tym samym, większość grupy wykazuje tendencję do oceniania siebie samych jako jednostki ponadprzeciętne. Dzieje się tak w wyniku generalnej tendencji do oceniania pojedynczej osoby lub obiektu jako ponadprzeciętny.

### Heurystyka ponadprzeciętności
Teoria mówiąca, że jednostki zamiast świadomie rewidować i myśleć o swoich własnych umiejętnościach, zachowaniach, i cechach oraz porównywać je do innych, kierują się raczej „automatyczną tendencją do łączenia społecznie pozytywnie ocenionych obiektów z koncepcją ideału danej cechy”. Np. jeżeli jednostka oceni samą siebie jako szczerą, będzie dążyła do wyolbrzymienia tej cechy w kierunku idealnej w swoim mniemaniu pozycji na skali szczerości. Co ważne, ta idealna pozycja nie zawsze jest umiejscowiona na szczycie skali – dla przykładu, w przypadku szczerości, ktoś zawsze brutalnie szczery może być postrzegany jako niegrzeczny – a więc ideałem jest balans pomiędzy wartościami skrajnymi, różnie postrzegany przez różne jednostki.

### Niespołeczne wytłumaczenia
Złudzenie ponadprzeciętności może nie mieć źródeł w zachowaniach społecznych, ponieważ ocena obiektów nieożywionych także podlega podobnym wypaczeniom.

## Złudzenie poniżej-przeciętności
Współczesne badania naukowe wykazały istnienie zjawiska przeciwnego do złudzenia ponadprzeciętności – efektu poniżej-przeciętności (ang. worse-than-average effect). Efekt jest obserwowany głównie w przypadku styczności jednostki z trudnymi zadaniami lub zdarzeniami mało prawdopodobnymi, takimi jak np.: żonglowanie, jazda na monocyklu, prawdopodobieństwo życia dłużej niż 100 lat lub znalezienie 20-dolarowego banknotu na ziemi w przeciągu najbliższych dwóch tygodni.